# 斑尾食草美洲鱥
斑尾食草美洲鱥（学名：Algansea tincella）为輻鰭魚綱鯉形目雅羅魚科的其中一種，分布于中美洲墨西哥萊爾馬-查帕拉河流域，棲息在中底層水域，生活習性不明。